# Porter Airlines
Porter Airlines es una aerolínea regional con sede en el Aeropuerto Toronto City Centre en Toronto, Ontario, Canadá. Porter opera vuelos regulares desde Toronto a un total de 19 destinos situados en Canadá y los Estados Unidos, empleando una flota de aeronaves compuesta por aeronaves Bombardier Q400.

## Flota

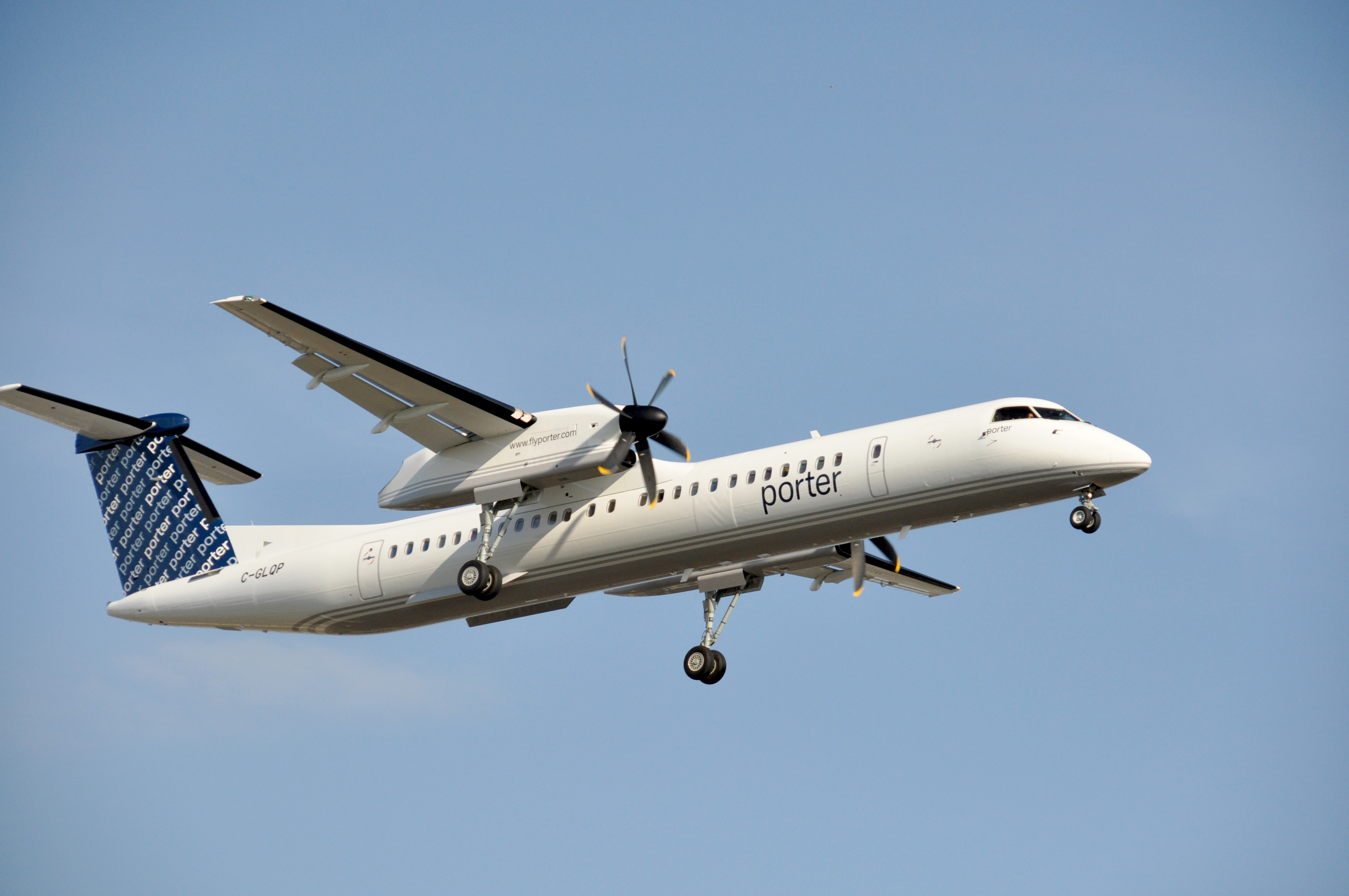
Bombardier Q400 de Porter Airlines aterrizando en el Aeropuerto de Montreal-Trudeau.

La flota de Porter Airlines consiste de las siguientes aeronaves, con una edad media de 6,7 años (septiembre de 2024):